# La Boulaie
La Boulaie (ou Petit Bois de bouleaux ; en russe : Березовая роща) est un tableau du peintre russe Isaac Levitan (1860-1900), réalisé durant les années 1885-1889. Il fait partie des collections de la Galerie Tretiakov (inventaire no 15511). Les dimensions de la toile sont de 28,5 × 50 cm,.

## Histoire et description
De début du travail du peintre jusqu'à son achèvement, quatre années se sont écoulées. Levitan a conçu ce tableau et a commencé à y travailler quand il était dans la banlieue de Moscou. Il passe l'été 1885 dans la propriété des Kisseliov, appelée Babkino, située le long de la rive de l'Iskra, à peu de distance du monastère de la Nouvelle Jérusalem,,. Levitan termine son tableau en 1889, alors qu'il se trouve à Ples — petite cité balnéaire le long de la Volga - où il est passé souvent durant trois ans, de 1888 à 1890, et où il a créé de nombreux tableaux. Au XIXe siècle, Ples fait partie du gouvernement de Kostroma, et au XXe siècle la ville est transférée dans l'Oblast d'Ivanovo. Le petit bois de bouleaux, que Levitan a choisi pour créer sa toile, était situé en périphérie de la petite ville, non loin de l'église du cimetière appelé Poustinka. Il a emporté avec lui le tableau qu'il avait commencé près de Moscou et l'a terminé à Ples.
Sa toile est construite sur le jeu d'ombre et de lumière sur les troncs des bouleaux, dans un petit bois. Il utilise une large gamme de nuances de vert et une texture expressive qui crée un rayonnement optimal de la lumière. En représentant les reflets du soleil sur les arbres, les vibrations et l'alternance de l'ombre et de la lumière, le peintre utilise en fait une partie des techniques de l'impressionnisme.

## Critiques
Le critique d'art Vladimir Petrov écrit :

« Il est intéressant de comparer La Boulaie de Levitan au tableau similaire d'Arkhip Kouïndji, Petit bois de bouleaux (1879), qui jouissait alors d'une grande renommée auprès du public russe. Kouïndji perçoit la lumière du soleil comme un phénomène physique grandiose, difficilement concevable et attirant pour l'homme. Tandis que Levitan, lui, regarde le monde en prenant comme base de la relation avec la nature une conception psychologique de l'humanité. Les bouleaux apparaissent sur sa toile non seulement comme un amas de lumière et de couleur, éclairé par les rayons du soleil, mais aussi comme des arbres aux tons joyeux, qui attirent la lumière du soleil, qui lui sourient et sont proches de la mentalité de l'artiste qui les peint. »

Quant au peintre Boris Ioganson, il observe :

« Le fait même de pouvoir travailler à un paysage sur un tableau aussi petit de taille pendant plusieurs années, parfois en interrompant son travail, puis revenant à lui, en préservant la spontanéité et la séduisante fraîcheur du sujet, m'a émerveillé, et, jusqu'à ce jour, je ne cesse d'admirer la perfection de ce diamant dans l'œuvre de Levitan. À première vue, le tableau ne nous charme pas par une composition particulière, par sa recherche spéciale, mais si nous y regardons d'un peu plus près, plus attentivement, alors nous apercevons que la composition est en fait inhabituelle, extraordinaire. Tout semble le produit du hasard, mais en réalité tout est très réfléchi dans ce tableau et il est brillamment organisé dans sa complexité… »